# Benjamin Šeško
Benjamin Šeško (Radeče, 2003. május 31. –) szlovén válogatott labdarúgó, az angol Manchester United játékosa.

## Pályafutása

### Klubcsapatokban

#### Szlovéniában és Ausztriában
A Radeče, a Rudar Trbovlje, a Krško, a Domžale és az osztrák Red Bull Salzburg korosztályos csapataiban nevelkedett. 2019. június 3-án három évre profi szerződést írt alá az osztrák Red Bull Salzburg csapatával. Július 26-án mutatkozott be a klub második csapatában a SKU Amstetten ellen 3–2-re elvesztett bajnoki mérkőzésen, a 79. percben Karim Adeyemi cseréjeként lépett pályára. Szeptember 14-én a Dornbirn ellen megszerezte első bajnoki gólját. 2021. január 30-án mutatkozott be a Red Bull Salzburg csapatában az élvonalban a TSV Hartberg ellen a 87. percben Patson Daka cseréjeként. Április 27-én négy gólt szerzett a Liefering csapatában az Austria Wien II ellen. A 2020–21-es szezon utolsó 7 fordulóján 13 gólt szerzett. Fabian Schubert mögött második lett a góllövő listán. 2021. augusztus 1-jén megszerezte első két gólját a Salzburg színeiben az SV Ried ellen.

#### RB Leipzig
2022. augusztus 9-én a német klub bejelentette, hogy ötéves előszerződést kötöttek a szlovén játékossal, aki a következő, 2023–24-es idényben fog csatlakozni az együtteshez.
2023. augusztus 12-én a Bayern München elleni 3–0-ás győztes német szuperkupa mérkőzésen mutatkozott be a csapatban, Šeško a 64. percben csereként áll be Timo Wernert váltva. Augusztus 25-én lépett pályára a Bundesligában, hazai környezetben a VfB Stuttgart elleni 5–1-es győztes találkozó utolsó 10 percében. Szeptember 3-án szerezte első gólját az Union Berlin vendégeként, a 3–0 során a 75. percben érkezett a pályára, majd az utolsó két gólt ő szerezte a 85. és a 87. percben. Első szezonját 18 góllal fejezte be, 20 évesen és 353 naposan minden idők legfiatalabb játékosa lett, aki hét egymást követő Bundesliga mérkőzésen szerzett gólt.
Ugyan a nyáron több csapat is le akarta szerződtetni, Németországban maradt és szerződést hosszabbított. A 2024–2025-ös idényt 21 góllal zárta, amely a legjobb volt pályafutásában.

#### Manchester United
2025. augusztus 9-én a Manchester United bejelentette Šeško szerződtetését. 2030-ig írt alá, ezzel a csapat történetének első szlovén játékosa lett. A lipcsei és salzburgi mezeihez hasonlóan a 30-as számot kapta, amelyet az előszezonban a szintén nyáron Manchesterbe érkező Diego León, korábban pedig Wes Brown és John O’Shea is viselt. Augusztus 17-én mutatkozott be csereként, az Arsenal elleni bajnokin.

### A válogatottban
Édesanyja révén bosnyák származású, de korosztályos szinten Szlovénia színeiben lépett pályára, majd felnőtt szinten is. 2021. június 1-jén mutatkozott be a felnőttek között Észak-Macedónia elleni felkészülési mérkőzésen a 61. percben Andraz Sporar cseréjeként. 18 évesen és 1 naposan debütált, így a válogatott legfiatalabb pályára lépő labdarúgója lett. Október 8-án 18 évesen, 4 hónaposan és 8 naposan megszerezte első gólját, amivel a legfiatalabb gólszerző lett a nemzeti csapatban.
A 2024-es labdarúgó-Európa-bajnokság selejtezőjének H csoportjában kilenc mérkőzésen öt gólt szerzett, ezzel nagyban segítette a válogatottat a tornára való kijutásban. Utoljára a 2000-es labdarúgó-Európa-bajnokságon lépett pályára Szlovénia. 2024. május 23-án bekerült Matjaž Kek szövetségi kapitány 30 fős bő keretébe, amely az Európa-bajnokságra készült. Játszott a csapat összes mérkőzésén a tornán, Portugália ellen estek ki a nyolcaddöntőben.
2024. szeptember 9-én megszerezte első mesterhármasát a nemzeti csapatban, Kazahsztán ellen lőtt három gólt a Nemzetek Ligájában.

## Statisztika

### Klub
2025. május 17-i állapotnak megfelelően.
| Klub              | Szezon   | Bajnokság     | Bajnokság | Bajnokság | Kupa  | Kupa  | Nemzetközi | Nemzetközi | Egyéb | Egyéb | Összesen | Összesen |
| Klub              | Szezon   | Osztály       | Mérk.     | Gólok     | Mérk. | Gólok | Mérk.      | Gólok      | Mérk. | Gólok | Mérk.    | Gólok    |
| ----------------- | -------- | ------------- | --------- | --------- | ----- | ----- | ---------- | ---------- | ----- | ----- | -------- | -------- |
| FC Liefering      | 2019–20  | 2. Liga       | 15        | 1         | —     | —     | —          | —          | —     | —     | 15       | 1        |
| FC Liefering      | 2020–21  | 2. Liga       | 29        | 21        | —     | —     | —          | —          | —     | —     | 29       | 21       |
| FC Liefering      | Összesen | Összesen      | 44        | 22        | —     | —     | —          | —          | —     | —     | 44       | 22       |
| Red Bull Salzburg | 2020–21  | O. Bundesliga | 1         | 0         | 0     | 0     | 0          | 0          | —     | —     | 1        | 0        |
| Red Bull Salzburg | 2021–22  | O. Bundesliga | 24        | 5         | 5     | 5     | 8          | 1          | —     | —     | 37       | 11       |
| Red Bull Salzburg | 2022–23  | O. Bundesliga | 30        | 16        | 4     | 2     | 7          | 0          | —     | —     | 41       | 18       |
| Red Bull Salzburg | Összesen | Összesen      | 55        | 21        | 9     | 7     | 15         | 1          | 0     | 0     | 79       | 29       |
| RB Leipzig        | 2023–24  | Bundesliga    | 31        | 14        | 2     | 2     | 8          | 2          | 1     | 0     | 42       | 18       |
| RB Leipzig        | 2024–25  | Bundesliga    | 33        | 13        | 4     | 4     | 8          | 4          | —     | —     | 45       | 21       |
| RB Leipzig        | Összesen | Összesen      | 64        | 27        | 6     | 6     | 16         | 6          | 1     | 0     | 87       | 39       |
| Összesen          | Összesen | Összesen      | 163       | 70        | 15    | 13    | 31         | 7          | 1     | 0     | 210      | 90       |

### A válogatottban
| Válogatott | Év       | Pályára lépés | Gól |
| ---------- | -------- | ------------- | --- |
| Szlovénia  | 2021     | 7             | 1   |
| Szlovénia  | 2022     | 10            | 4   |
| Szlovénia  | 2023     | 9             | 5   |
| Szlovénia  | 2024     | 13            | 6   |
| Szlovénia  | 2025     | 2             | 0   |
| Összesen   | Összesen | 41            | 16  |

#### Góljai a válogatottban
| #  | Időpont              | Helyszín                                | Ellenfél       | Gólok | Eredmény | Kiírás                     |
| -- | -------------------- | --------------------------------------- | -------------- | ----- | -------- | -------------------------- |
| 1  | 2021. október 8.     | Nemzeti Stadion, Ta’ Qali, Málta        | Málta          | 4–0   | 4–0      | 2022-es VB-selejtező       |
| 2  | 2022. június 12.     | Stožice Stadion, Ljubljana, Szlovénia   | Szerbia        | 2–2   | 2–2      | 2022–23-as Nemzetek Ligája |
| 3  | 2022. szeptember 24. | Stožice Stadion, Ljubljana, Szlovénia   | Norvégia       | 2–1   | 2–1      | 2022–23-as Nemzetek Ligája |
| 4  | 2022. szeptember 27. | Strawberry Arena, Stockholm, Svédország | Svédország     | 1–0   | 1–1      | 2022–23-as Nemzetek Ligája |
| 5  | 2022. november 17.   | Kolozsvár Aréna, Kolozsvár, Románia     | Románia        | 1–0   | 2–1      | Barátságos mérkőzés        |
| 6  | 2023. március 26.    | Stožice Stadion, Ljubljana, Szlovénia   | San Marino     | 1–0   | 2–0      | 2024-es EB-selejtező       |
| 7  | 2023. szeptember 7.  | Stožice Stadion, Ljubljana, Szlovénia   | Észak-Írország | 3–1   | 4–2      | 2024-es EB-selejtező       |
| 8  | 2023. október 14.    | Stožice Stadion, Ljubljana, Szlovénia   | Finnország     | 1–0   | 3–0      | 2024-es EB-selejtező       |
| 9  | 2023. október 14.    | Stožice Stadion, Ljubljana, Szlovénia   | Finnország     | 2–0   | 3–0      | 2024-es EB-selejtező       |
| 10 | 2023. november 20.   | Stožice Stadion, Ljubljana, Szlovénia   | Kazahsztán     | 1–0   | 2–1      | 2024-es EB-selejtező       |
| 11 | 2024. március 21.    | Nemzeti Stadion, Ta’ Qali, Málta        | Málta          | 2–2   | 2–2      | Barátságos mérkőzés        |
| 12 | 2024. szeptember 6.  | Stožice Stadion, Ljubljana, Szlovénia   | Ausztria       | 1–0   | 1–1      | 2024–25-ös Nemzetek Ligája |
| 13 | 2024. szeptember 9.  | Stožice Stadion, Ljubljana, Szlovénia   | Kazahsztán     | 1–0   | 3–0      | 2024–25-ös Nemzetek Ligája |
| 14 | 2024. szeptember 9.  | Stožice Stadion, Ljubljana, Szlovénia   | Kazahsztán     | 2–0   | 3–0      | 2024–25-ös Nemzetek Ligája |
| 15 | 2024. szeptember 9.  | Stožice Stadion, Ljubljana, Szlovénia   | Kazahsztán     | 3–0   | 3–0      | 2024–25-ös Nemzetek Ligája |
| 16 | 2024. november 14.   | Stožice Stadion, Ljubljana, Szlovénia   | Norvégia       | 1–1   | 1–4      | 2024–25-ös Nemzetek Ligája |

## Sikerei, díjai

### Klub
- Red Bull Salzburg
  - Osztrák bajnok: 2020–21, 2021–22, 2022–23
  - Osztrák kupagyőztes: 2021–22

- RB Leipzig
  - Német szuperkupa: 2023[32]

### Egyéni
- Az év szlovén labdarúgója: 2022[33]
- Az év szlovén fiatal labdarúgója: 2021, 2022,[33] 2023[34]